# Casal di Principe
Casal di Principe är en ort och kommun i provinsen Caserta i regionen Kampanien i Italien. Kommunen hade 21 482 invånare (2017).